# إيزي جيت سويسرا
إيزي جيت سويسرا هي شركة سويسرية تعمل بنطام الطيران منخفض التكلفلة.

## تاريخ
تأسست شركة إيزي جيت سويسرا في مايو عام 1988، وبدأت العمل يوم 23 مارس سنة 1989، مقرها في مدينة ميرين السويسرية. في عام 2013، كانت شركة الطيران مملوكة لمستثمرين من القطاع الخاص (51%) وشركة EasyJet plc (49%) وكان يعمل بها 770 موظفًا.

## الأسطول
يتكون أسطول الشركة من الطائرات التالية:
- 11 طائرة من نوع A319
- 13 طائرة من نوع A320

## أحداث وحوادث
واجهت إيزي جيت سويسرا بعض الحوادث. من أبرز هذه الحوادث، في يونيو 2024، كادت إحدى طائراتها من طراز إيرباص إيه 320 أن تصطدم بمركبة تابعة للمطار أثناء الإقلاع من مطار بريشتينا الدولي. إلا أن الطاقم تمكن من تجنب الحادث، واستمرت الطائرة في رحلتها إلى جنيف دون أية إصابات.
وفي نوفمبر 2023، تعرضت طائرة A320neo التابعة للشركة لمشكلة هبوط في مطار جنيف الدولي، حيث هبطت الطائرة بشكل منخفض جدًا، مما استدعى الطاقم للقيام بمناورة تجنبية. لم تُسجل أي إصابات، وفتح تحقيق لمعرفة أسباب الحادث .